# Chaparana unculuanus
Chaparana unculuanus é uma espécie de anfíbio da família Ranidae.
Pode ser encontrada nos seguintes países: China e possivelmente em Vietname.
Os seus habitats naturais são: regiões subtropicais ou tropicais húmidas de alta altitude, campos de gramíneas de baixa altitude subtropicais ou tropicais sazonalmente húmidos ou inundados, rios, marismas de água doce, marismas intermitentes de água doce e canals e valas.
Está ameaçada por perda de habitat.